# Satsuki Fujisawa
Satsuki Fujisawa (jap. 藤澤 五月 Fujisawa Satsuki; ur. 24 maja 1991) – japońska curlerka, srebrna medalistka Zimowych Igrzysk Olimpijskich 2022, brązowa medalistka Zimowych Igrzysk Olimpijskich 2018.

## Kariera

### Drużyny

#### Kobiety[3]
| sezon     | skip             | trzecia         | druga            | otwierająca      |
| --------- | ---------------- | --------------- | ---------------- | ---------------- |
| 2007/2008 | Satsuki Fujisawa | Shiori Fujisawa | Yui Okabe        | Madoka Shinoo    |
| 2008/2009 | Satsuki Fujisawa | Shiori Fujisawa | Yui Okabe        | Madoka Shinoo    |
| 2009/2010 | Satsuki Fujisawa | Miyo Ichikawa   | Emi Shimizu      | Miyuki Satō      |
| 2010/2011 | Satsuki Fujisawa | Miyo Ichikawa   | Emi Shimizu      | Miyuki Satō      |
| 2011/2012 | Satsuki Fujisawa | Miyo Ichikawa   | Emi Shimizu      | Miyuki Satō      |
| 2012/2013 | Satsuki Fujisawa | Miyo Ichikawa   | Emi Shimizu      | Chiaki Matsumura |
| 2013/2014 | Satsuki Fujisawa | Miyo Ichikawa   | Emi Shimizu      | Miyuki Satō      |
| 2014/2015 | Satsuki Fujisawa | Emi Shimizu     | Chiaki Matsumura | Ikue Kitazawa    |
| 2015/2016 | Satsuki Fujisawa | Chinami Yoshida | Yūmi Suzuki      | Yurika Yoshida   |
| 2016/2017 | Satsuki Fujisawa | Chinami Yoshida | Yūmi Suzuki      | Yurika Yoshida   |
| 2017/2018 | Satsuki Fujisawa | Chinami Yoshida | Yūmi Suzuki      | Yurika Yoshida   |
| 2018/2019 | Satsuki Fujisawa | Chinami Yoshida | Yūmi Suzuki      | Yurika Yoshida   |
| 2019/2020 | Satsuki Fujisawa | Chinami Yoshida | Yūmi Suzuki      | Yurika Yoshida   |
| 2020/2021 | Satsuki Fujisawa | Chinami Yoshida | Yūmi Suzuki      | Yurika Yoshida   |

#### Pary mieszane[3]
| sezon     | partner            |
| --------- | ------------------ |
| 2017/2018 | Tsuyoshi Yamaguchi |
| 2018/2019 | Tsuyoshi Yamaguchi |
| 2019/2020 | Tsuyoshi Yamaguchi |